# 白色體

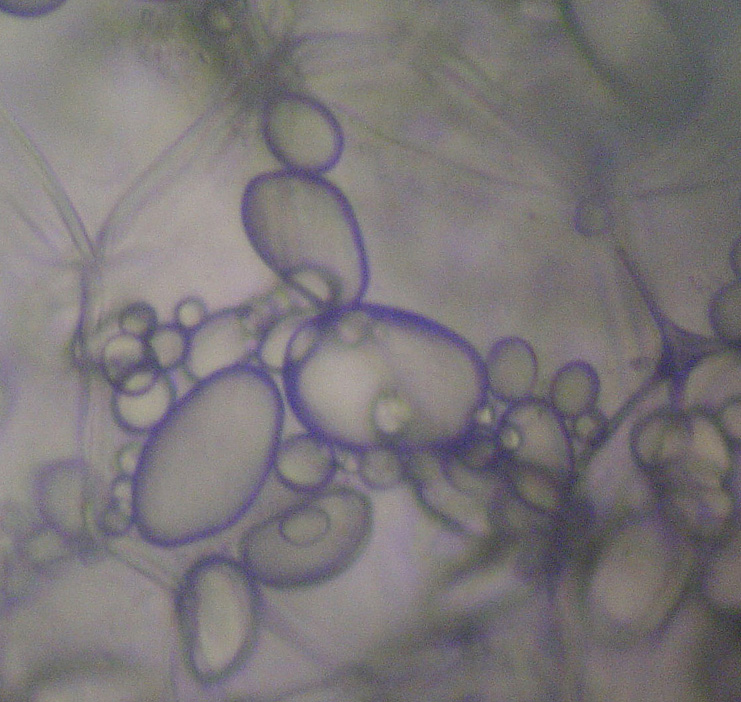
馬鈴薯塊莖細胞內的澱粉體（屬於白色體的一種）

白色體（Leucoplast），泛指一種存在植物細胞中，不含色素的色素體，功能為儲存養分或執行生物合成作用，儲存養分的白色體會依儲存的養分類別而特化成澱粉體、油粒體及蛋白質體。廣義的白色體也包括未經照光而退化的葉綠體。

## 特徵
相較於其他種類的質粒體，白色體缺乏色素並呈現無色，大部分存在於植物的根部、莖部等陽光照不到的地方，或存在於一些癒合組織及分生組織，在暗室生長時也會存在於表皮細胞。外型通常呈不規則，可如變形蟲似的改變外型。白色體的大小通常比葉綠體小得多。

## 功用
白色體的功能主要是儲存養分，有時也可進行一些生化合成反應。

### 儲存物質
白色體常特化為儲存營養素的胞器，可儲存澱粉、脂肪、蛋白質和鞣质等，並可依其儲存的物質分為澱粉體、油粒體、蛋白質體和单宁体。

#### 澱粉體
澱粉體（amyloplast）是一種白色體，負責將多餘的葡萄糖合成澱粉的形式儲存，留到需要時使用。常見於水果及地下塊根、塊莖等儲存部位，如番薯、馬鈴薯和芋頭等。除了儲存澱粉之外，澱粉體還被認為和植物根部的向地性有關，當澱粉體感受重力變化而在根冠中的平衡細胞（statocyte）沉澱時，會帶動肌動蛋白的活動，刺激其細胞膜的離子通道，這些重力產生的訊號最後造成生長素（IAA）分部的不對稱性，使根部產生向地性。而莖則出現相反的情形，因為生長素分部不均而產生負向地性。

#### 油粒體
油粒體（elaioplasts）也是一種白色體，特化為儲存脂質的胞器，脂質被儲存在油粒體內的許多色素體小球（plastoglobuli）中，色素體小球的主要成分為油滴，也含有少量色素體醌類（plastoquinone）。

#### 蛋白質體
蛋白質體（proteinoplasts）是特化為儲存蛋白質的白色體，其中蛋白質在其中可能以結晶的形式儲存。蛋白質體常存在於植物的種子中，如巴西堅果、花生等。學界對蛋白質體的實際型態及機制研究甚少。

#### 单宁体
单宁体（tannosome）是一种制造并存储鞣质（又称单宁）和多酚的白色体。存储的鞣质和多酚可以作为化学物质帮助植物驱赶食草动物，如蚜虫。鞣质还可以保护植物免受病原体和紫外线的危害。

### 生化合成
除了儲存養分的功能之外，白色體有時還有進行生物合成能，可合成脂肪酸、胺基酸和一些四吡咯化合物。

## 轉換
若植物生長在缺乏光線的暗室中，其葉綠體及葉綠體的前導物原質粒體（proplastids）將轉換成黃化葉綠體（Etioplast）
，它們缺乏活化的色素，會使葉片呈現淡黃色而非綠色，由於缺乏色素，黃化葉綠體也能夠被認為是廣義的白色體。在數分鐘的光線照射後，黃化葉綠體會逐漸轉化為葉綠體。
黃化葉綠體沒有類囊體，只有原片層體（prolamellar body），為管狀的膜聚合而成，主要構造為四條管狀的膜聚合於同一個三角型接點，管中含有葉綠素的前導物質。在接受照光之後，黃化葉綠體將在細胞分裂素（CK）的作用下轉變成正常葉綠體，類囊體也會在此時由原片層體轉變而成。